# Social emotionell träning
Social emotionell träning (förkortat SET) är en manualbaserad preventiv insats för skolan med syfte att utveckla elevers sociala och emotionella förmågor. Programmet är granskat av Socialstyrelsen men bedöms ha okänd effektivitet.